# Студачкове (заказник)
Студачкове — гідрологічний заказник місцевого значення в Україні. Розташований у межах Бобровицької міської громади Ніжинського району Чернігівської області на схід від с. Бервиця (Київська область).
Площа — 22 га. Статус присвоєно згідно з рішенням Чернігівського облвиконкому від 27.12.1984 року. № 454. Перебуває у віданні ДП «Ніжинське лісове господарство» (Коляжинське лісництво, кв. 96).
Охороняється низинне болото з заростями осоки, оточене ділянками дубового лісу та інших листяних порід. Заказник має велике значення в регулюванні рівня ґрунтових вод прилеглих територій.